# Project One (groupe)
Pour les articles homonymes, voir Project One.
Project One est un groupe néerlandais de hardstyle, composé de Willem Rebergen et Joram Metekohy. Le duo est considéré par la presse spécialisée comme le plus connu du genre hardstyle,.

## Histoire

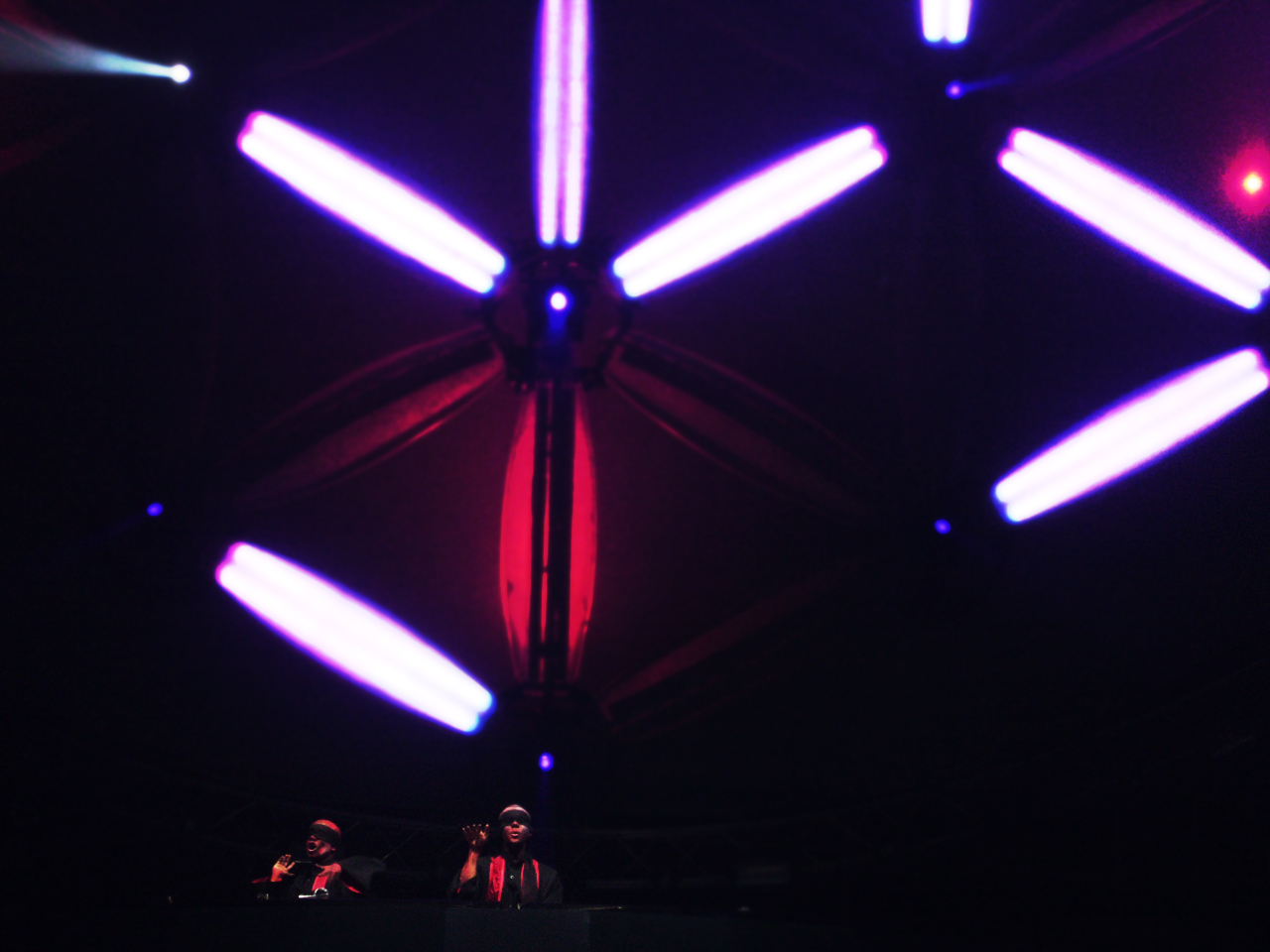
Project One à Qlimax 2008.

En 2008, Willem Rebergen alias Headhunterz et Joram Metekohy alias Wildstylez, deux des producteurs les plus connus du genre hardstyle, lancent le projet. La même année, ils sortent un album composé de 13 titres. Le travail sur celui-ci est achevé en trois mois. Selon leurs propres dires, ils terminaient un nouveau morceau par semaine. Après la sortie de l'album le 3 juillet 2008, tous les morceaux de l'album sont publiés en version intégrale et en version remixée via Scantraxx.
En 2008, ils sortent leur premier album, Project One: The Album. Ils se produisent pour la première fois à Defqon.1 en 2008, et jouent un autre set à Qlimax de la même année. Lors de ces derniers, le duo apparait vêtu d'un costume, les yeux cachés. Les années suivantes, l'évolution du projet n'est pas poursuivie. D'autres collaborations entre Headhunterz et Wildstylez ont certes eu lieu, mais elles ne sont pas apparues sous ce pseudonyme. Le duo s'est produit à l'occasion de certains festivals en tant qu'artiste surprise. La dernière fois, c'était au X-Qlusive Wildstylez 2013.
Le 8 octobre 2016, Project One est confirmé pour le Qlimax 2016 en Australie, ce qui provoque une grande agitation dans la scène,,,. Ils se produisent ensemble pour la première fois depuis 2013 et présentent une nouvelle production dans la foulée. Celle-ci s'intitule Luminosity et est très bien accueillie. Au cours des mois suivants, ils se produisent dans d'autres festivals.
Le 10 novembre 2017, le duo sort l'EP EP I,,. Luminosity en est le titre principal. Outre cette dernière, il contient également les chansons One Without a Second et It's an Edit, ainsi qu'un remix de Sound Rush pour leur chanson éponyme Project 1. En 2018, ils jouent leur propre édition à Q-dance. Du 22 au 24 août 2019, la quatrième édition du New Horizons Festival a lieu au Nürburgring, où Project One fait sa première apparition en Allemagne sur la scène principale Capital Park. Aucun autre concert en Allemagne n'est prévu à ce jour. Le groupe ne semble plus en activité depuis 2020.

## Discographie

### Album studio
- 2008 : Project One: The Album

### Singles et EP
- 2008 : Fantasy or Reality / It's a Sine[12].
- 2008 : The Art of Creation / Numbers
- 2008 : Best of Both Worlds / Rate Reducer
- 2008 : The Story Unfolds / Raiders of the Sun
- 2008 : The World is Yours / Halfway There
- 2008 : Life Beyond Earth / The Zero Hour
- 2009 : Rmxz_001
- 2017 : EP I
- 2018 : Maximum Force (Defqon.1 2018 Anthem)

### Collaborations
- 2011 :  The Art of Yellow